# Павловопосадские набивные платки

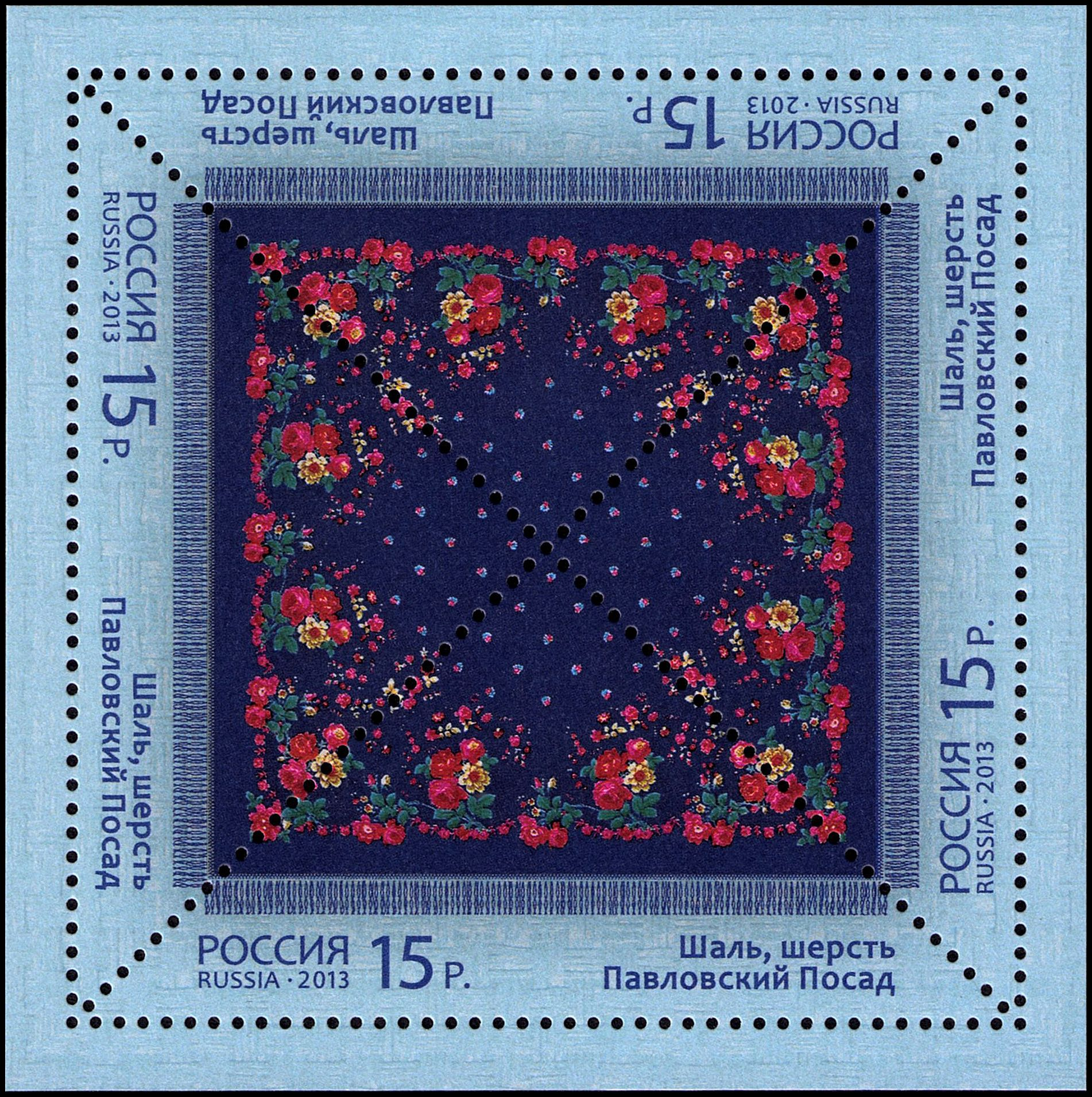
Рисунок павловопосадского платка. Почтовая марка России, 2013 г.,

Павловопосадские шали (платки) — один из русских народных промыслов. Производятся в Павловском Посаде Московской области на ОАО «Павловопосадская платочная мануфактура».

## История

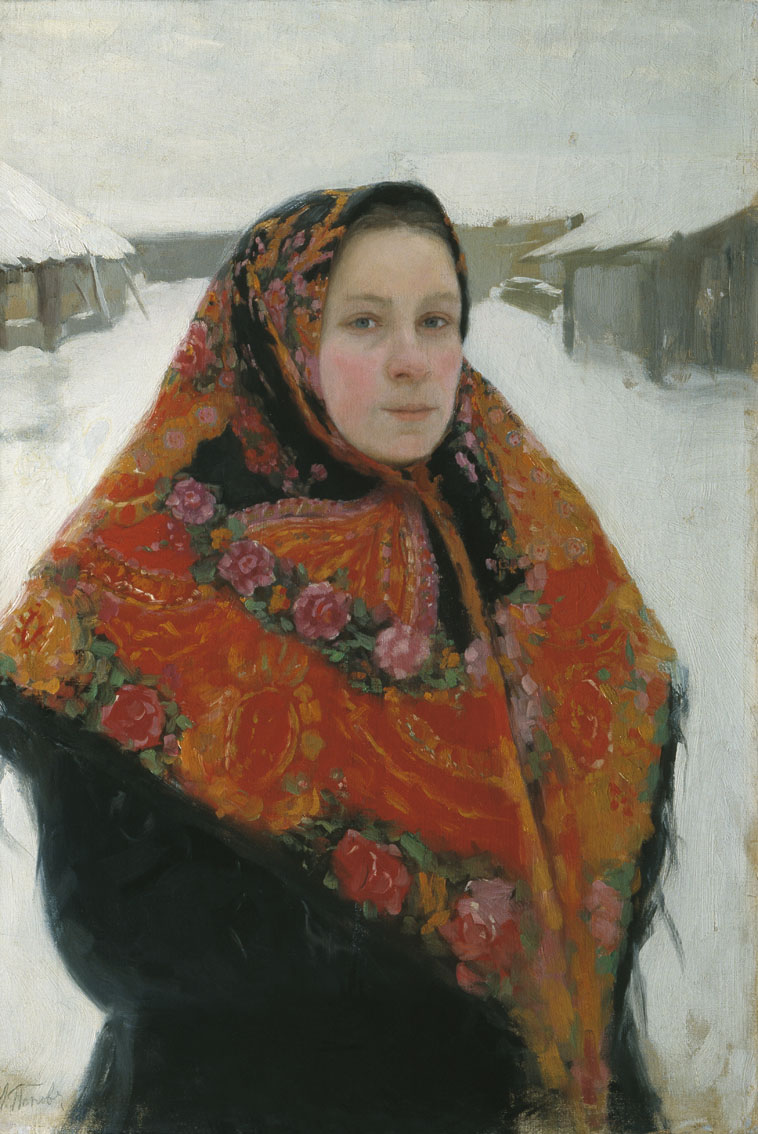
Л. В. Попов «Портрет жены в пёстром платке», начало XX века. Оренбургский областной музей изобразительных искусств

Производство платков в Павловском Посаде было налажено на основе уже существовавших в районе традиций кустарного текстильного производства.
Крестьянское предприятие, из которого впоследствии развилась платочная мануфактура, было создано в 1795 году крестьянином села Павлово И. Д. Лабзиным. Правнук, Я. И. Лабзин, совместно с В. И. Грязновым перепрофилировал фабрику на производство шерстяных шалей с набивным рисунком, получивших в то время широкое распространение в русском обществе. Первые павловопосадские шали были выпущены в начале 1860-х годов. Расцвет мануфактуры приходится на 1870—1880-е годы. В 1881 году Яков Лабзин получает звание поставщика великой княгини Александры Петровны, предприятие награждается серебряными медалями Всероссийских художественно-промышленных выставок. В 1896 году на промышленной выставке в Нижнем Новгороде было получено право изображения государственного герба на вывесках и этикетках.
После Октябрьской революции предприятие было национализировано и переименовано в Старопавловскую фабрику. Предприятие расширяет ассортимент, производятся попытки модернизации внешнего вида платков (изображения животных, рисунки на темы революции, индустриализации и коллективизации), выпуска хлопчатобумажных тканей. В 1937 году фабрика участвует во Всемирной художественно-промышленной выставке в Париже. В послевоенный период происходит расширение расцветок и ассортимента платков при сохранении традиционных мотивов и рисунков. В 1958 году на Всемирной выставке в Брюсселе павловские платки награждены Большой золотой медалью. В 1963 году фабрика получила название Московское производственное платочное объединение. С 1995 года — ОАО «Павловопосадская платочная мануфактура».

## Производство

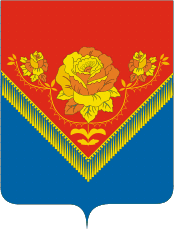
Стилизованное изображение павловопосадской шали на гербе Павлово-Посадского района Московской области.

С момента основания фабрики до 1970-х годов рисунок наносили на ткань деревянными резными формами: контур рисунка — досками-«манерами», сам рисунок — «цветами». Создание платка требовало до 400 наложений. С 1970-х годов краску наносят на ткань с помощью шёлковых и капроновых сетчатых шаблонов. Это позволяет увеличить количество цветов, изящность рисунка и повышает качество производства.

## Художественные особенности

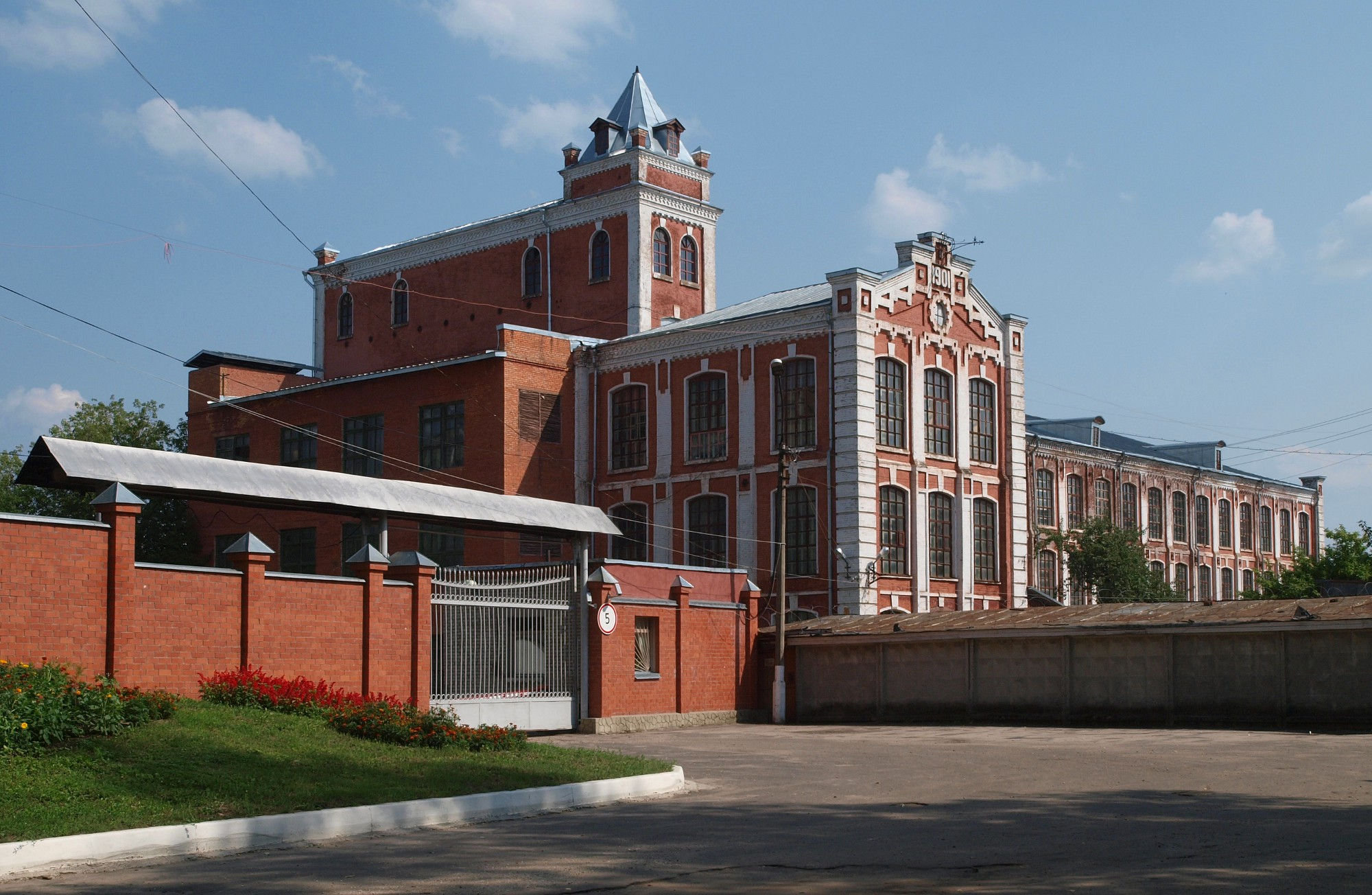
Павловопосадская мануфактура, 2011 год

Рисунок павловопосадских платков развивался от стандартных образцов, характерных для тканей московского региона и восходящих к восточным шалям («турецкий узор»).
В 1870-х годах возникла тенденция к расширению ассортимента платков с натуралистическими цветочными мотивами. Предпочтение отдавалось садовым цветам, прежде всего, розам и георгинам.
В конце XIX — начале XX века происходит окончательное оформление стиля: объёмное изображение цветов, собранных в букеты, гирлянды или разбросанных по полю платка на чёрном или красном фоне, иногда с добавлением орнамента и стилизованных растительных элементов. Платки выполнялись из полупрозрачной или плотной шерстяной ткани.

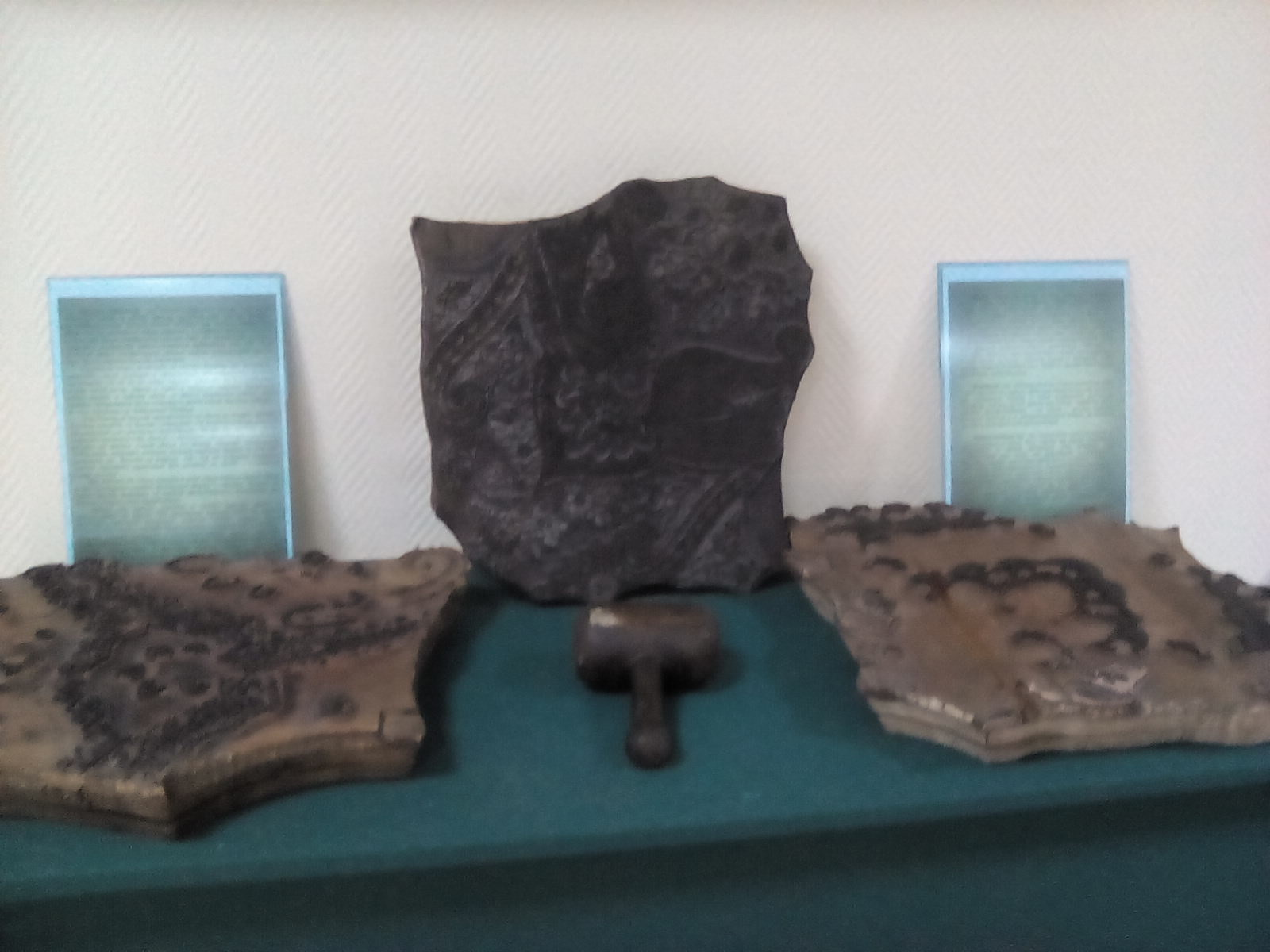
Деревянные формы и молоток для нанесения узора
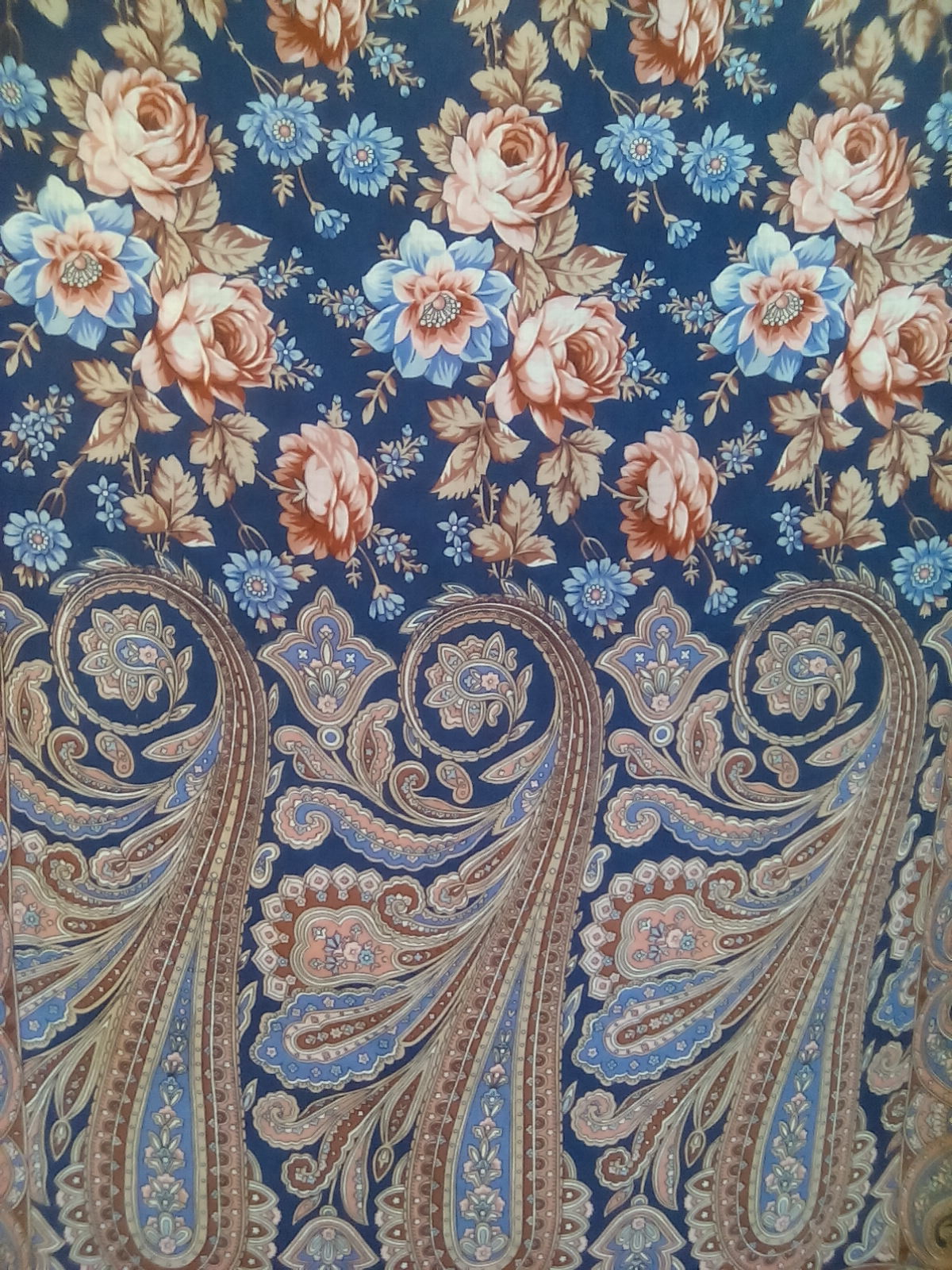
Розы на синем
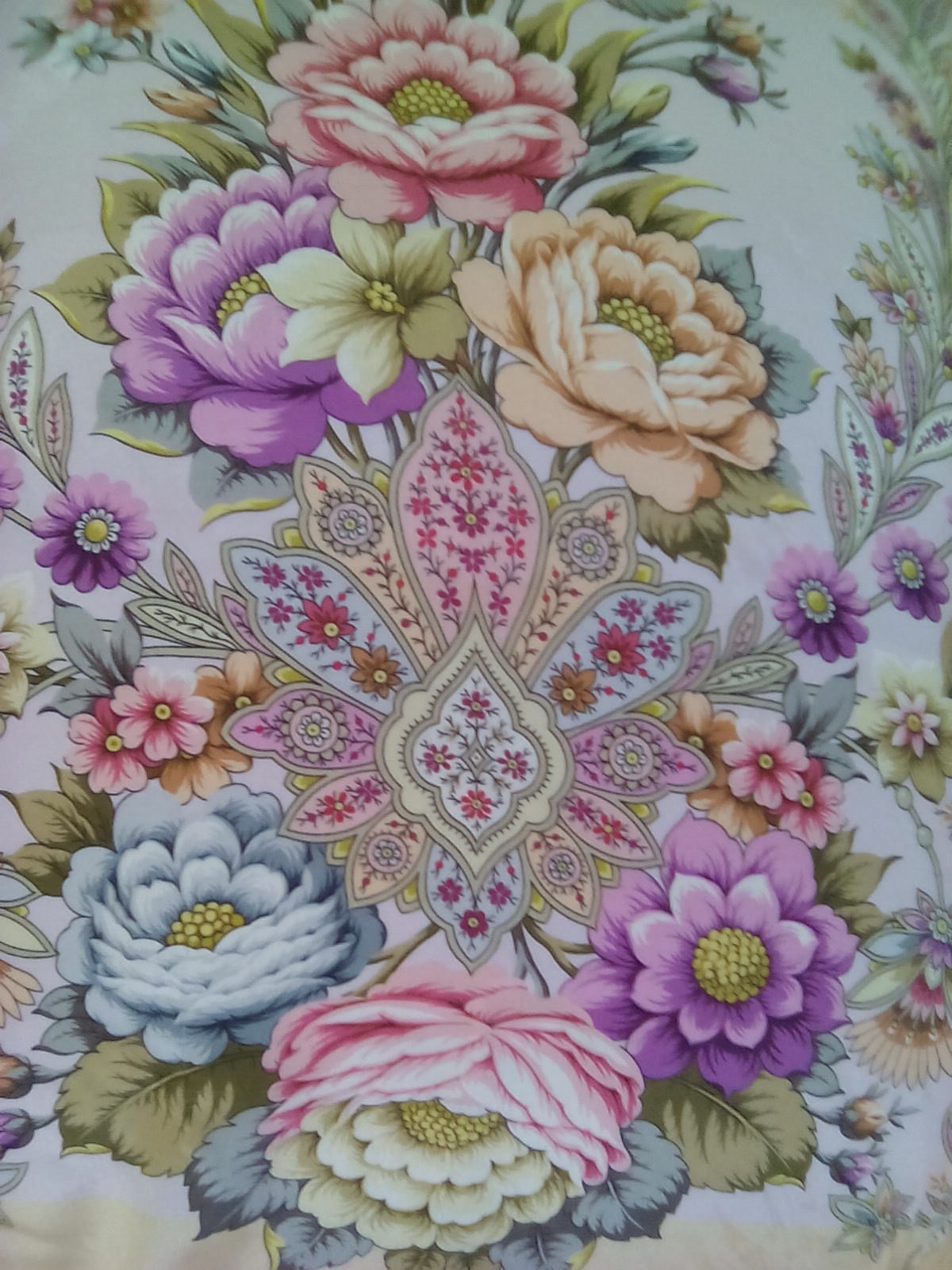
Полонез
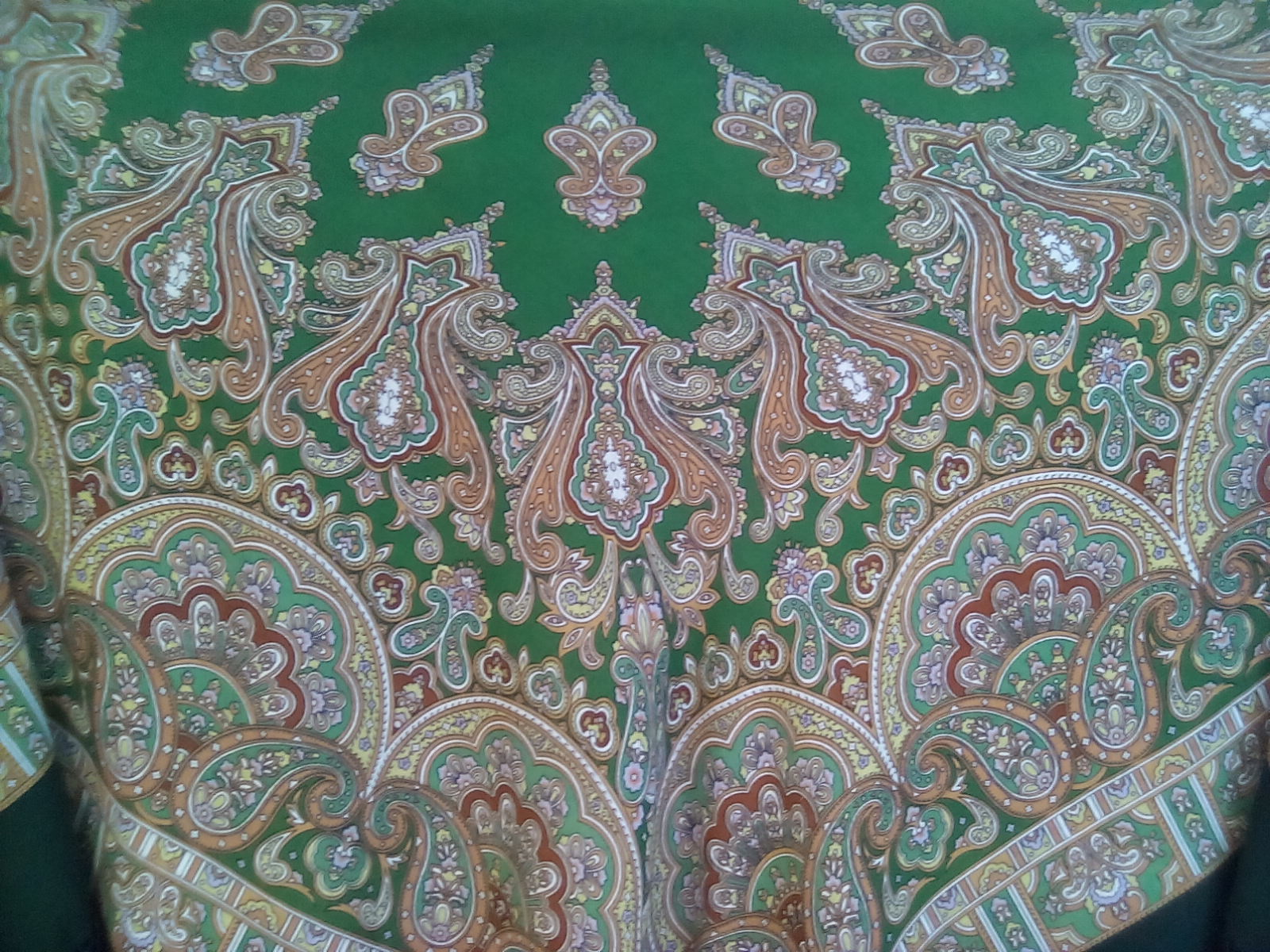
Восточные узоры
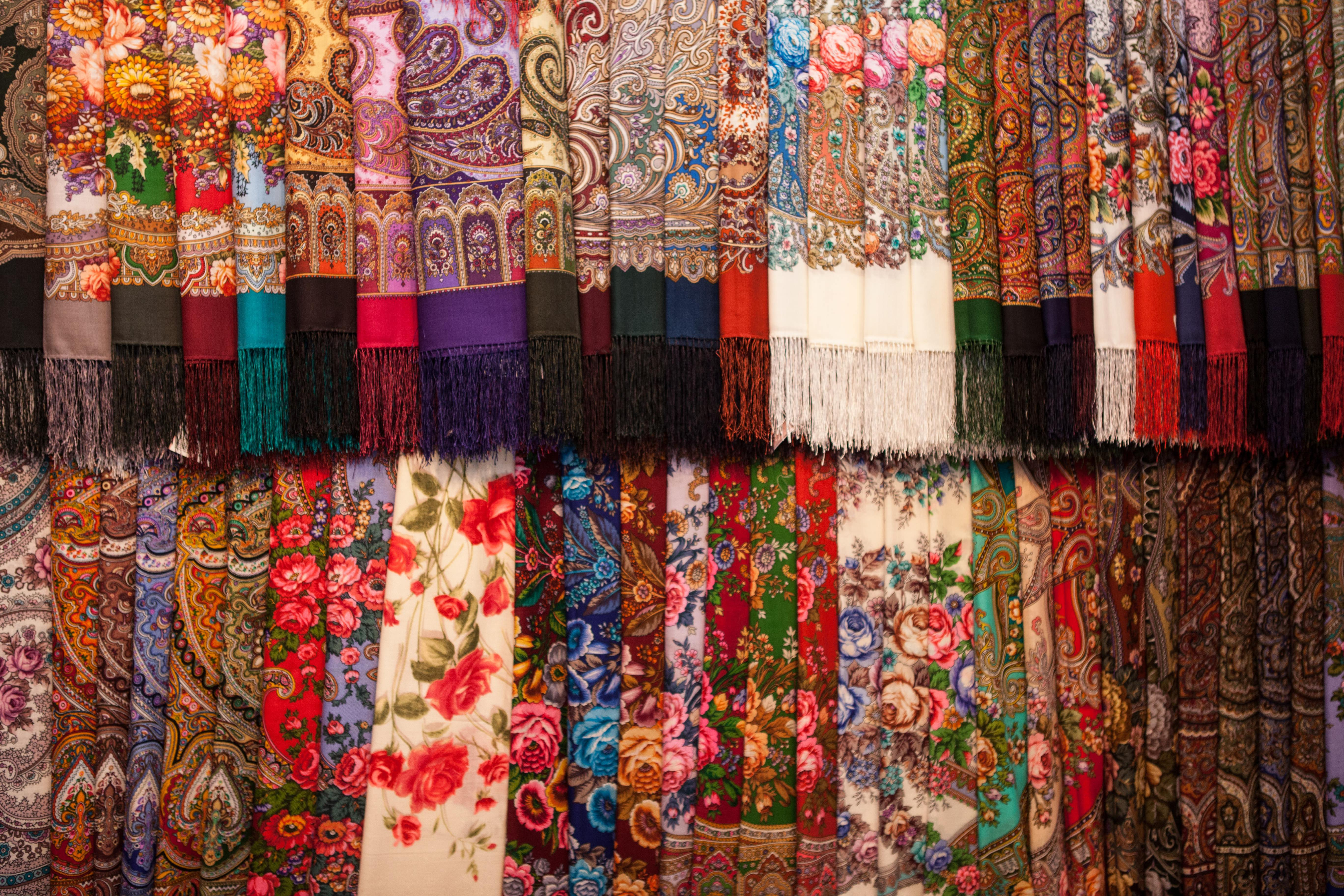
Выставка достижений народного хозяйства (ВДНХ)
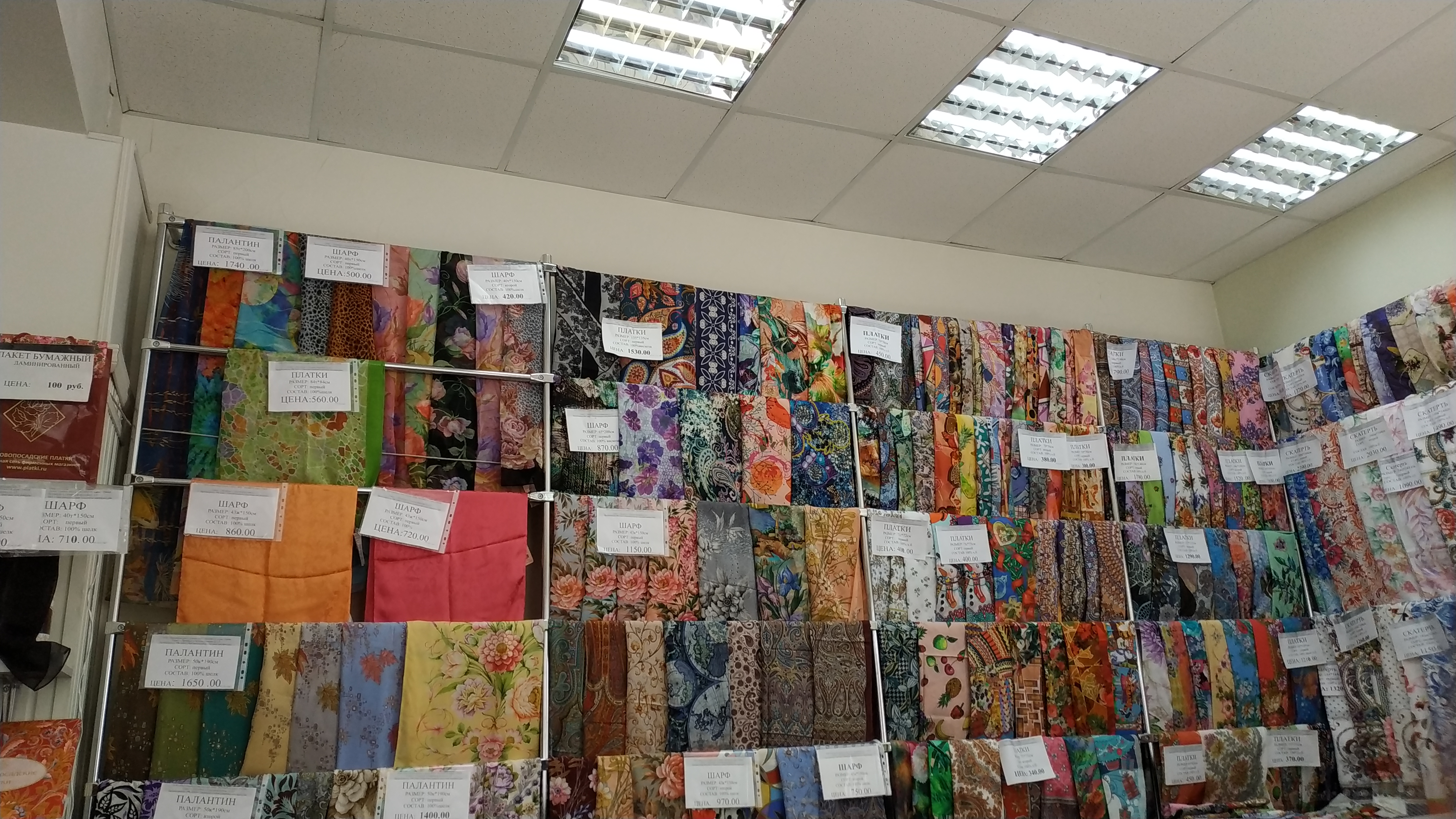
Платки, шарфы и скатерти в магазине Павловопосадской платочной мануфактуры (2019)
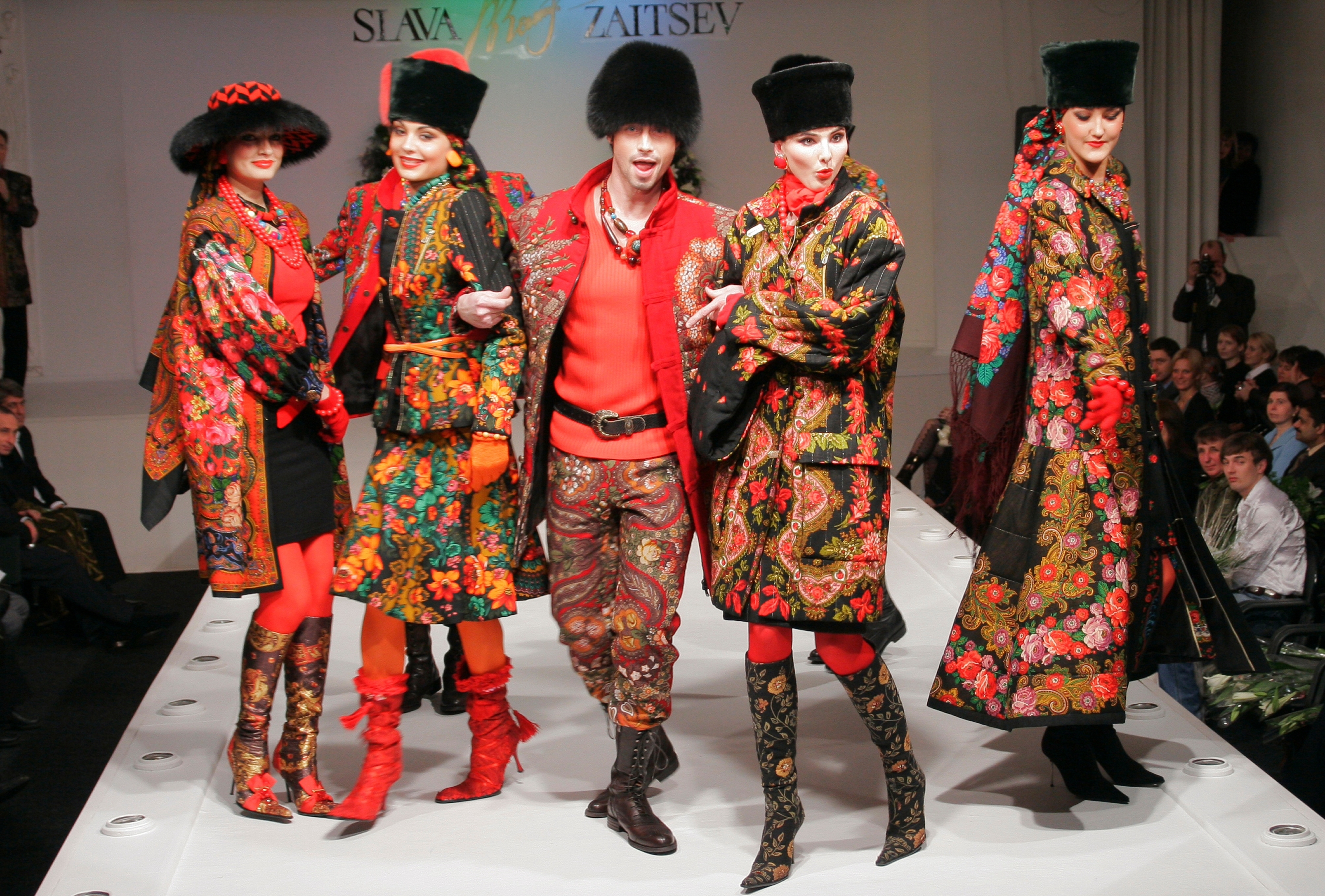
Модный показ Зайцева, вдохновлённый павлопосадскими платками